# Веркко (разъезд)
Веркко́ — железнодорожный разъезд на 413,4 км перегона Суоярви I — Застава линии Суоярви — Томицы — Петрозаводск. Расположен на территории Суоярвского городского поселения Суоярвского района Республики Карелия. Открыт в 1940 году. В здании разъезда находится дежурный по станции, а также располагается пост ЭЦ, обеспечивающий полуавтоблокировку на линии. С 2014 года пассажирские поезда проходят разъезд без остановки. В середине 2010-х годов разъезд получил новые информационные таблички с названием разъезда.

## Название
В период с 1941 по 1944 год разъезд получил финское наименование Verkkolampi, по названию озера Верккоярви, находившегося в одном километре от разъезда. С финского языка название переводится как Озеро с рыболовными сетями или Озеро с неводом.

## История
Строительство линии Суоярви — Петрозаводск протяженностью почти в 130 километров было начато в марте 1939 года в связи с началом Зимней войны. Участок был построен советскими строителями всего за 3,5 месяца, и уже в марте 1940 года на линии было открыто движение. С 1941 по 1944 Финляндия по новой захватила Олонецкий перешеек, в результате чего все станции и остановочные пункты линии получили финские наименования.

## Галерея
- Вид в сторону Суоярви.
- Вид в сторону ст. Застава.
- Пост ЭЦ.